# Pycnanthemum virginianum
Pycnanthemum virginianum là một loài thực vật có hoa trong họ Hoa môi. Loài này được (L.) T.Durand & B.D.Jacks. ex B.L.Rob. & Fernald miêu tả khoa học đầu tiên năm 1908.

## Hình ảnh

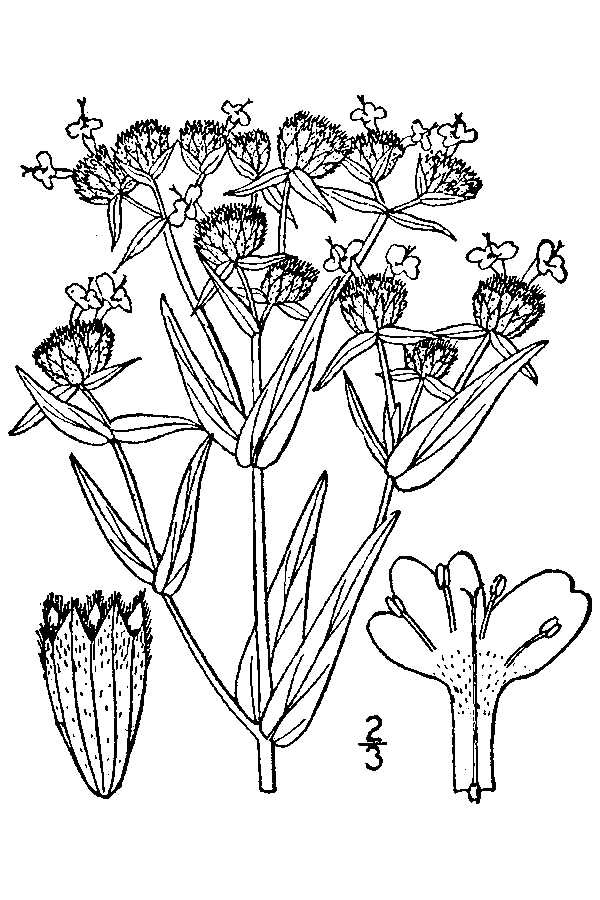
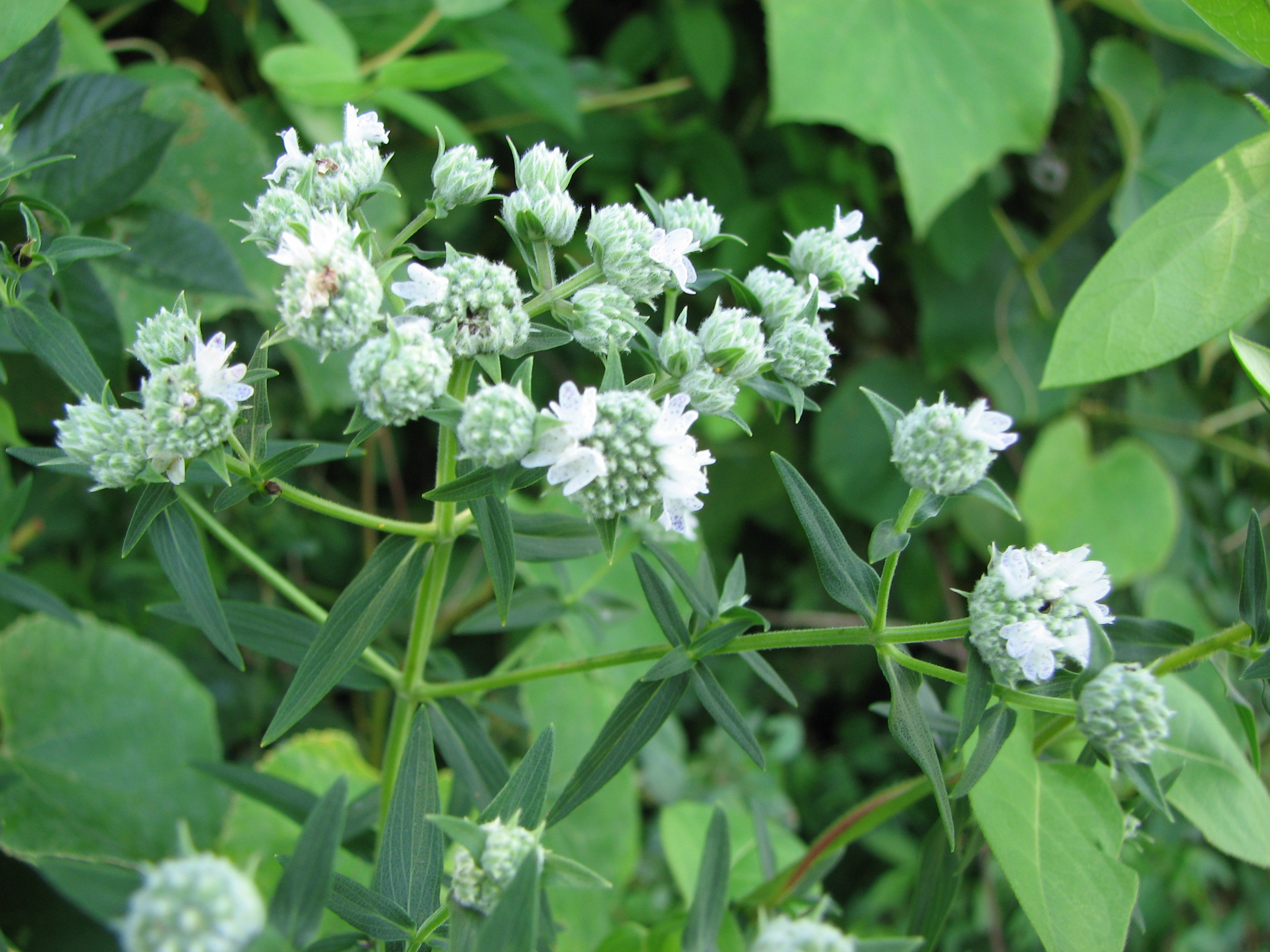